# Pegasus (tegneserie)
 For alternative betydninger, se Pegasus (flertydig). (Se også artikler, som begynder med Pegasus)
Pegasus var en norsk tegneserie som gik dagligt på den sidste side i avisen Nationen, fra september 1968 til 13. september 1969. Hovedpersonen i serien er en munter og filosofisk 5 år gammel dreng.
Serien var tegnet af avistegneren, bogillustratøren og musikeren Ivar Kvåle (Signatur: Knipo).
Pegasus blev udgivet på både bokmål og nynorsk.
| Taleboble | Spire Denne tegneserieartikel er en spire som bør udbygges. Du er velkommen til at hjælpe Wikipedia ved at udvide den. |